# 4503 Cleobulus
4503 Cleobulus este un asteroid din grupul Amor, descoperit pe 28 noiembrie 1989 de Carolyn Shoemaker.